# 早藤貴範
早藤 貴範（はやふじ よしのり、1944年4月16日 - ）は、日本の計算科学者、情報科学者。ソニー中央研究所計算物性研究部長、材料解析センター長、関西学院大学理工学部教授などを歴任、同大学名誉教授。

## 経歴
兵庫県伊丹市出身。関西学院中学部（1960年卒業）・高等部（1963年卒業）を経て、1967年関西学院大学理学部物理学科卒業。1969年同大学院理学研究科物理学専攻修了。1969年ソニー（株）入社。1971年同社中央研究所。1989年同研究所計算物性研究部統括部長。1993年同社超LSI研究部基盤技術研究部統括部長、1996年同社材料解析センター長。1999年関西学院大学理学部物理学科教授。2002年同大学理工学部情報科学科教授。現在、同大学名誉教授。

## 著書
- 「DV-Xa法による電子状態計算―そのプログラムと解説― 」（三共出版、早藤他共編）1996年. ISBN 978-4782703458
- 「現代科学と科学倫理」（関西学院大学出版、松木他　共著）2006年. ISBN 978-4907654979